# Nina Davies
Nina Davies (Vale of Glamorgan, 14 september 1974) is een wielrenster uit het Verenigd Koninkrijk. Ze rijdt op de weg en doet aan veldrijden.
Davies reed voor Wales de wegrace op de Gemenebestspelen 2002, waarin ze als 22e eindigde.
In 2008 werd ze Brits kampioene mountainbike bij de masters.